# Alvise Casellati
Alvise Maria Casellati (Padova, 20 marzo 1973) è un direttore d'orchestra italiano.

## Biografia
Alvise Maria Casellati, padovano di nascita, è figlio di Maria Elisabetta Alberti e di Giambattista Casellati, entrambi avvocati. A 9 anni comincia a studiare il violino entrando successivamente in Conservatorio. Su indicazioni della famiglia porta avanti sia il conservatorio che gli studi di giurisprudenza, conseguendo nel 1994 il diploma di violino e nel 1998 la laurea in legge. Dopo aver conseguito il diploma di violino con il M° Guido Furini al Conservatorio di Musica “C. Pollini” di Padova, prosegue gli studi con Felice Cusano e Taras Gabora. Si laurea inoltre in Giurisprudenza all’Università degli Studi di Padova, con una Tesi sul Diritto d’autore e il superamento del principio di territorialità. Consegue un Master alla Columbia University di New York, specializzandosi in diritti d’autore. Successivamente frequenta un corso di Executive Management alla Harvard University.
Nel 2000 si trasferisce a New York e nel 2001 ottiene il master alla Columbia University (Columbia Law School) pubblicando una tesi sul Columbia VLA Journal of Law & the Arts e ripubblicata poi nella Rivista del Diritto d’Autore. Nel 2003 è ammesso all’Ordine degli Avvocati di New York e in Italia.
Nel 2003 diventa Segretario Generale della Foundation for Italian Art and Culture a New York e nel 2006 Managing Director. Dal 2003 è Capo del Dipartimento Legale di ACP, un fondo immobiliare americano privato con sede a New York.
Nel 2007, dopo seri problemi di salute, Alvise decide di tornare alla musica..Dal 2007 al 2011 segue il corso per Orchestral Conducting alla Juilliard School of Music di New York con il maestro Vincent La Selva. Dal 2009 studia privatamente con Piero Bellugi. Nel marzo del 2011 dirige il suo primo concerto in Italia, al Teatro La Fenice di Venezia, in occasione del 150º Anniversario dell'Unità d'Italia.Nel 2012 lascia la carriera legale e si dedica completamente alla direzione d'orchestra. Ha partecipato come direttore ad eventi quali:Festival di Ravello, Festival di Venezia, Festival dei Due Mondi di Spoleto, Festival della Valle d’Itria, La Versiliana, Emilia Romagna Festival, Ljubljana Festival, Mittelfest e Baltic Musical Seasons.

## Carriera
Come Direttore Residente del Teatro Carlo Felice di Genova, nel 2014 debutta nella lirica, dirigendo Il Barbiere di Siviglia di Rossini e successivamente L’Elisir d’Amore di Donizetti. È stato Direttore dell’Ensemble Opera Studio (EOS) al Teatro Carlo Felice. Da allora collabora con alcuni fra i più importanti teatri italiani (Teatro La Fenice di Venezia, Maggio Musicale Fiorentino, Teatro Carlo Felice di Genova, Teatro Filarmonico di Verona, Teatro Verdi di Trieste, Teatro Petruzzelli di Bari).
A livello di orchestre, italiane e straniere, sono molte le collaborazioni importanti:
- Nel 2011 dirige l’Orchestra e il Coro del Teatro La Fenice di Venezia. Gran Teatro La Fenice: Concerto Ufficiale dei 150 Anni dell’Unità d’Italia, organizzato dalla Città di Venezia e dal Teatro La Fenice. Rigoletto: Preludio, Nabucco: Sinfonia, Attila: Preludio, Luisa Miller: Sinfonia, La Forza del Destin_, Sinfonia, La Traviata: Preludio Atto I; Nabucco “Gli Arredi Festivi”, Ernani “Si ridesti il Leon di Castiglia”, I Lombardi alla prima crociata, “O Signore dal tetto natìo”, Nabucco “Va‟ pensiero”.

- Nel 2012 dirige l’Orchestra del Teatro La Fenice di Venezia. Teatro Malibran:  Mozart, Sinfonia N. 41 “Jupiter”; Beethoven, Sinfonia N. 1.

- Nel 2013 dirige l’Orchestra del Teatro Carlo Felice di Genova al Festival dei Due Mondi di Spoleto. Teatro Romano: Schumann, Manfred Ouverture; Tchaikovsky, Concerto per Violino e Schumann, Sinfonia N. 4.  Violino Solista: Laura Bortolotto

- Sempre nel 2013 dirige l’Orchestra e il Coro dell’Arena di Verona. Teatro Filarmonico: Concerto di Natale: Charles Gounod, Roméo et Juliette: L'heure s'envole; Mascagni, Cavalleria Rusticana: Gli aranci olezzano e Intermezzo; Jacques Offenbach, Les Contes d'Hoffmann: Barcarola; Charles Gounod, Roméo et Juliette: Entr'acte II; Pablo de Sarasate, Capriccio basco op. 24; Čajkovskij, Méditation (da Souvenir d'un lieu cher op. 42); Ponchielli, La Gioconda: La danza delle ore; Grieg, Peer Gynt: Suite n. 1 op. 46.

- Per tutto il 2014 viene nominato Direttore Residente e Direttore di Ensemble Opera Studio della Fondazione Teatro Carlo Felice.

- Nel 2015 dirige l’Orchestra Filarmonica della Fenice al Ravello Festival. Auditorium Oscar Niemeyer (per pioggia): Cristian Carrara, War Silence; Beethoven Triplo Concerto con i Vincitori del Premio Enescu 2014; Fauré, Pelleas et Melisande; Dvorak, Sinfonia n. 7

- Nel 2016 dirige l’Orchestra del Teatro Petruzzelli di Bari. Grieg, Holberg Suite; Barber, Adagio for Strings; Beethoven Sinfonia n. 2.

- Nel 2016 dirige Il Signor Bruschino di Rossini al Teatro La Fenice di Venezia e La Traviata di Giuseppe Verdi al Teatro Carlo Felice di Genova.

- Nel 2017 dirige la Central Park Symphony Orchestra a Central Park. Come Direttore Musicale di Central Park Summer Concerts, organizza un appuntamento annuale a Central Park “Opera Italiana is in the Air” per diffondere l’opera italiana attraverso un concerto lirico/sinfonico offerto ai newyorkesi.

- Nel 2017 dirige Turandot di G. Puccini al Teatro Carlo Felice di Genova.

- Nel 2017 dirige I Solisti Aquilani con John Malkovich per il debutto dell’attore nei teatri italiani. In tournée con il famoso attore all’Emilia Romagna Festival, al Ljubljana Festival, al Mittelfest e Lisinski Hall a Zagabria.  Concerto di Bach in La Minore, Solista Lana Trotovšek, Dmitrij Šostakovič/Rudolf Baršaj: Kammersinfonie op. 110a, “REPORT ON THE BLIND” da Alfred Schnittke “Concerto for Piano and Strings”, testo di Ernesto Sabato (dalla Novella “Su Eroi e Tombe”)[4].

- Nel 2018 dirige un Concerto Sinfonico dedicati alla Giornata della Memoria con l’Orchestra del Maggio Musicale Fiorentino a Palazzo Pitti, Firenze.  L’Adagio e fuga di Wolfgang Amadeus Mozart, La Sinfonia n. 49 di Franz Joseph Haydn,  l’Adagio per archi di Samuel Barber, Dmitrij Šostakovič: la Sinfonia da camera in do minore per archi 110a, trascrizione (operata dal violista e compositore Rudolf Baršaj) del "Quartetto per archi n.8 in do minore op.110"

- Nel 2018 dirige La Rondine di G. Puccini al Teatro Carlo Felice di Genova e Il Signor Bruschino di Rossini al Teatro La Fenice di Venezia.

- Nel 2019 dirige Don Pasquale di G. Donizetti al Teatro Carlo Felice.

### Opera italiana is in the Air
Dal 2017 è Presidente e Direttore Musicale di Central Park Summer Concerts, un’organizzazione che produce un evento annuale Opera Italiana is in the Air a Central Park, New York e in altre città degli Stati Uniti, per promuovere l’opera italiana soprattutto tra i giovani.

### Opera per le scuole
Dal 2017 collabora con il Teatro Petruzzelli di Bari sul Progetto Educational, dirigendo opere e programmi disegnati specificamente per portare in Teatro gli studenti di tutte le scuole e fasce d’età (primarie, secondarie e superiori).  Nel 2017 dirige Aladino e La Sua Lampada di Nicola Scardicchio e Fledermaus di Johann Strauss Jr. e nel 2018 Il Gatto con Gli Stivali di Nicola Scardicchio alla presenza di 20.000 studenti.